# Włókniak ceglasty

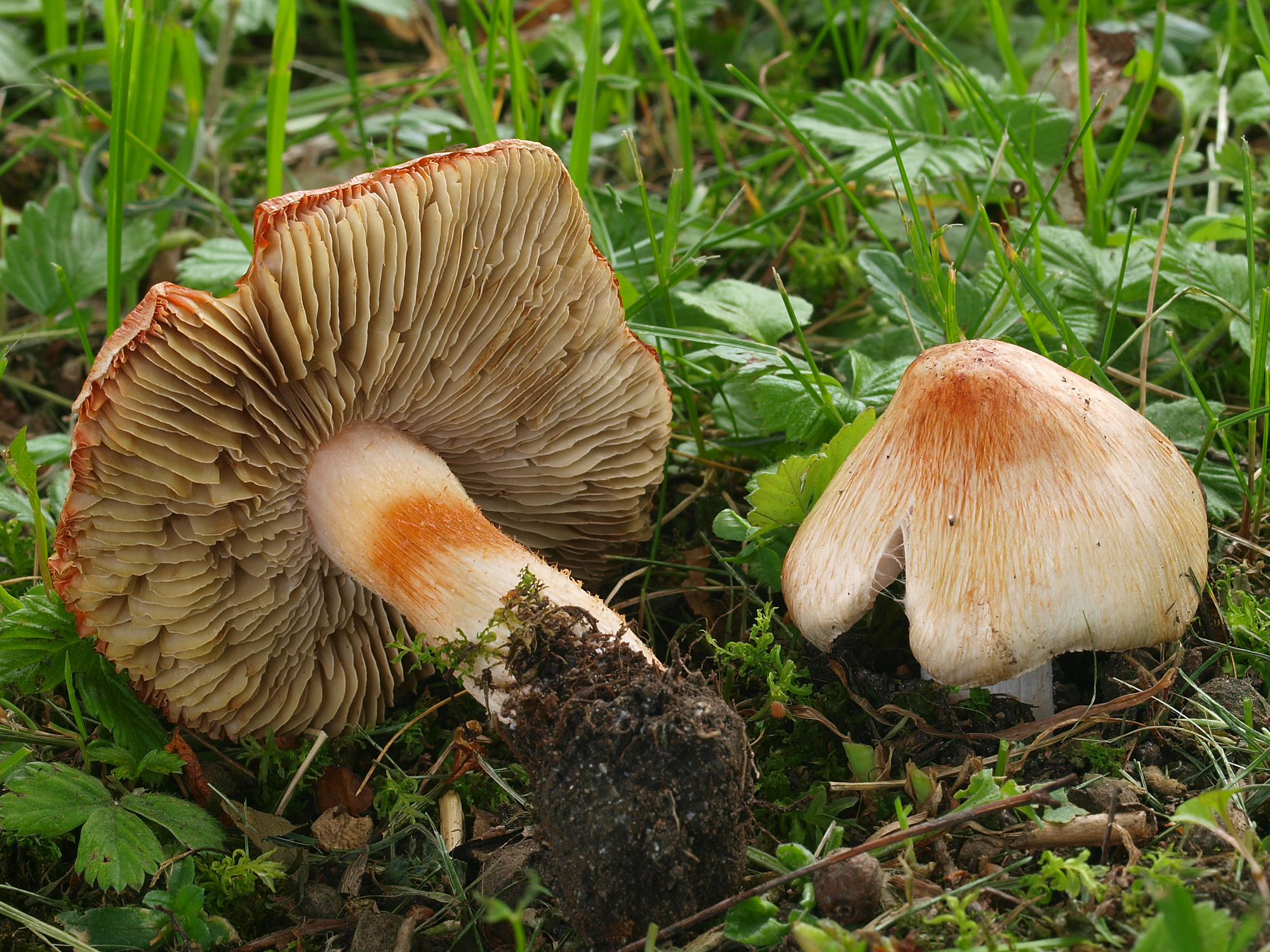

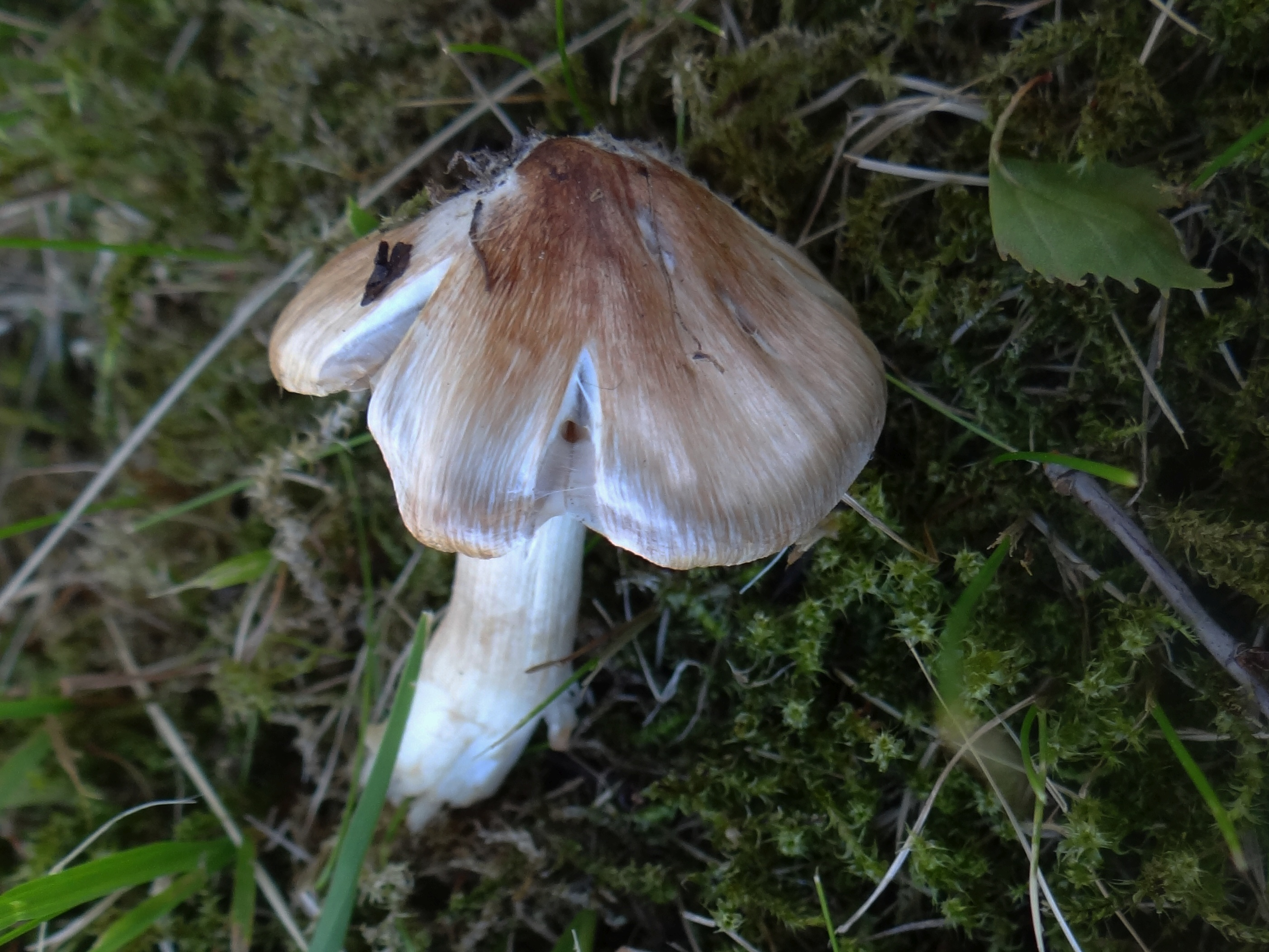

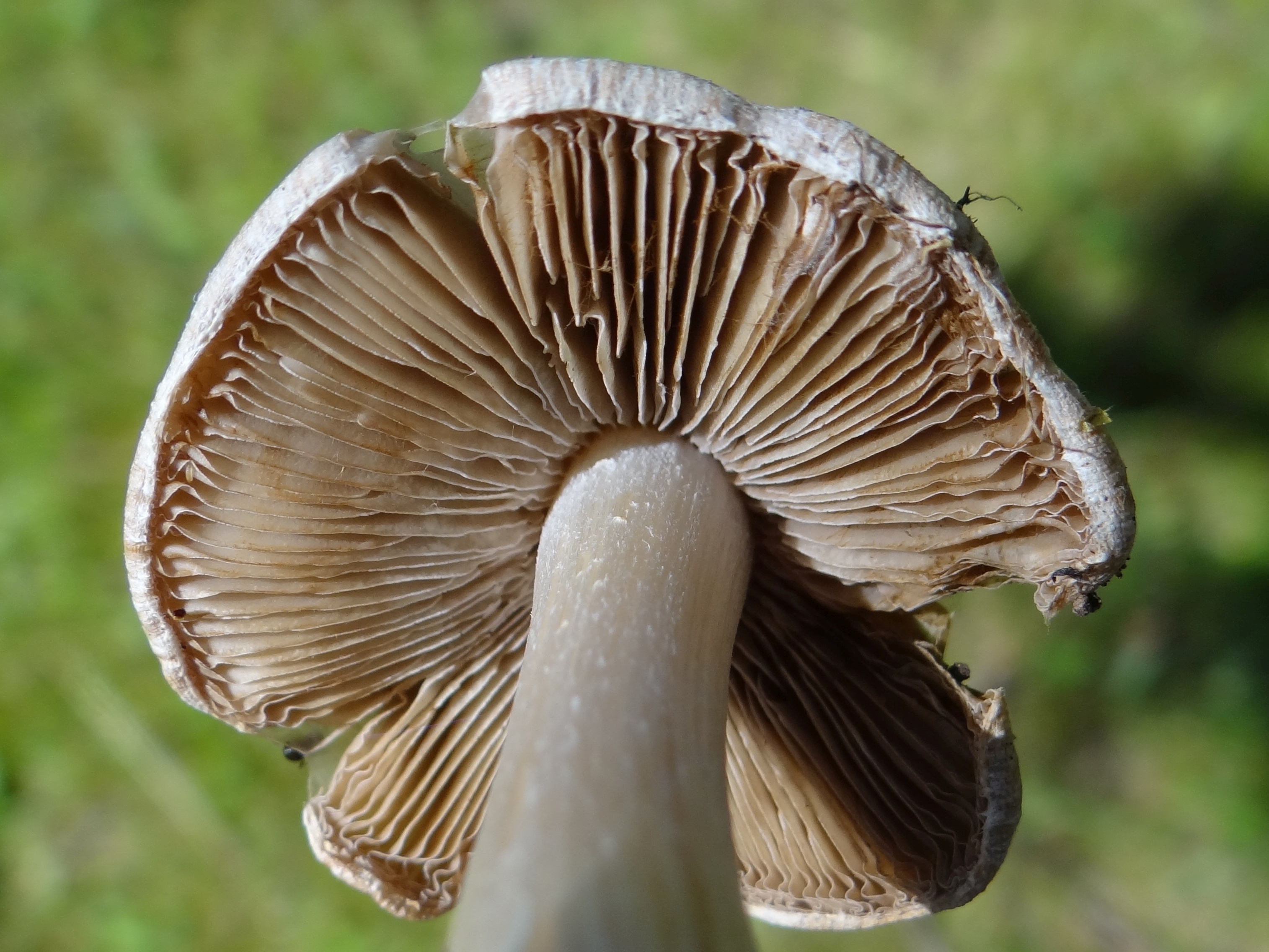

Włókniak ceglasty, strzępiak ceglasty (Inosperma erubescens (A. Blytt) Matheny & Esteve-Rav.) – gatunek grzybów z rodziny strzępiakowatych (Inocybaceae).

## Systematyka i nazewnictwo
Pozycja w klasyfikacji według Index Fungorum: Inosperma, Inocybaceae, Agaricales, Agaricomycetidae, Agaricomycetes, Agaricomycotina, Basidiomycota, Fungi.
Synonimy naukowe:
- Inocybe erubescens A. Blytt 1905
- Inocybe patouillardii Bres. 1905
- Inocybe trinii var. rubescens Pat. 1888

Nazwę polską podali Barbara Gumińska i Władysław Wojewoda w 1968 r, wcześniej w polskim piśmiennictwie mykologicznym gatunek ten opisywany był też jako włókniak ceglasty. Po przeniesieniu do rodzaju Inosperma wszystkie te nazwy stały się niespójne z nazwą naukową. W 2021 r. Komisja ds. Polskiego Nazewnictwa Grzybów przy Polskim Towarzystwie Mykologicznym zarekomendowała nazwę włókniak ceglasty.

## Morfologia
Kapelusz
Średnica 3–9 cm, kształt stożkowato wypukły. Brzeg cienki, u młodych owocników podwinięty, u starszych prosty i promieniście popękany. Powierzchnia gładka, jedwabista i sucha, bez łuseczek, ale pokryta delikatnymi włókienkami. U młodych owocników jest biała lub bladokremowa, szybko jednak staje się ceglasta, a nawet cynobrowoczerwona, zwłaszcza na środku kapelusza. Brzegi są jaśniejsze.
Blaszki
Szerokie, cienkie, dość gęste, przy trzonie zatokowato wycięte lub wolne. Początkowo są białawe, potem ciemnooliwkowo-rdzawe. Uciśnięte czerwienieją. Ostrza nierówne, oszronione.
Trzon
Wysokość 5–20 cm, grubość 0,8–2 cm, walcowaty, pełny, bez bulwy w podstawie, lub co najwyżej z niewielką bulwką. Powierzchnia pokryta białawymi, różowymi lub cynobrowymi włókienkami, szczyt oszroniony.
Miąższ
W kapeluszu biały, w trzonie silnie różowiejący. Ma przyjemny, owocowy zapach i łagodny smak.
Cechy mikroskopowe
Wysyp zarodników ochrowobrązowy. Zarodniki, owalno-fasolkowate, czasami nieregularne, o rozmiarach 9–12 (14,5) × 5–8 μm. Brzeżne strzępki są cienkościenne, cylindryczne lub maczugowate, o rozmiarach 30–60 × 7–10 μm i tworzą pęczki na ostrzu blaszek.

## Występowanie
Notowany jest tylko w Europie, W piśmiennictwie naukowym na terenie Polski opisano wiele jego stanowisk. Jest częsty.
Rośnie od końca maja do początku października, w lasach, parkach miejskich, zaroślach, na ziemi, zwłaszcza pod drzewami liściastymi – bukami, dębami i lipami, ale także pod sosną.

## Znaczenie
Grzyb mikoryzowy. Grzyb toksyczny dla człowieka, powodujący nawet zatrucia śmiertelne. Zawiera dużą ilość muskaryny. Jest niebezpieczny dla grzybiarzy, którzy mogą pomylić go z gęśnicą wiosenną.

## Gatunki podobne
- strzępiak czerwieniejący (Inocybe godeyi). Ma trzon z wyraźną bulwą[5]
- bardziej brązowe okazy s. ceglastego mogą być podobne do strzępiaka porysowanego (Inocybe rimosa), ale ten na kapeluszu nie ma nawet śladu czerwonawej barwy[5]
- gęśnica wiosenna (Calocybe gambosa). Najbardziej podobne są młode owocniki. Starsze różnią się wyraźnie barwą blaszek[7]